# Muaradua Ulubelu
Muaradua Ulubelu is een bestuurslaag in het regentschap Tanggamus van de provincie Lampung, Indonesië. Muaradua Ulubelu telt 883 inwoners (volkstelling 2010).